# راميتان
راميتان هي مدينة ومركز مقاطعة راميتان في ولاية بخارى في أوزبكستان.